# Heart no Kuni no Alice: Wonderful Wonder World
Heart no Kuni no Alice: Wonderful Wonder World (ハートの国のアリス ～Wonderful Wonder World～, Hāto no Kuni no Arisu ~Wonderful Wonder World~) é uma franquia japonesa de jogos eletrónicos de visual novel, romance e aventura, destinados às meninas, desenvolvidos pela empresa QuinRose. O jogo é uma reinvenção da obra clássica Alice no País das Maravilhas de Lewis Carroll. A franquia teve vários jogos e séries de mangás, licenciados na América do Norte pela Tokyopop, Yen Press e também pela Seven Seas Entertainment. Uma adaptação feita em OVA, foi anunciada para ser lançada em novembro de 2008, mas posteriormente foi adiada. A adaptação cinematográfica do anime, foi produzida pelo estúdio Asahi Production e lançada no Japão em 30 de julho de 2011.

## História
Alice Liddell é uma menina insegura que é ofuscada pela beleza e graça de sua irmã. Durante seu passeio quotidiano, a irmã de Alice sai para apanhar um baralho de cartas para jogar uma partida, enquanto Alice está dormindo. No entanto, um coelho branco vem e encoraja ela a persegui-lo, Alice acha que está sonhando e tenta voltar a cochilar, até que o coelho se transforma em um homem com orelhas brancas de coelho e começa a carregá-la. Peter White (o coelho branco) joga Alice em um buraco que aparece no seu quintal e pula atrás dela. Quando acabam parando num lugar estranho, Peter começa a confessar seu amor eterno que sente por ela. Ele pede para que ela beba um remédio, mas quando ela recusa, ele simplesmente derrama o líquido em sua boca e em seguida, a beija, forçando-a beber. Então Peter revela que quem bebe este medicamento, participa de um jogo. Alice descobre que está no País das Maravilhas e a única maneira capaz de regressar ao seu mundo é interagir e passar o tempo com as pessoas estranhas do País das Maravilhas, que enche lentamente o frasco. No entanto, o País das Maravilhas está passando por tempos violentos, vivendo uma guerra civil, onde todo mundo é imprudente e negligente a respeito de quem vive ou morre, pois toda a gente neste mundo estranho, acha difícil confiar uns nos outros, com intuição de matar.
O País das Maravilhas é separado em vários países, com a maior parte da ação a acontecer no País dos Corações. O local então é dividido em três territórios principais: O Castelo dos Corações, governado por Vivaldi (a Rainha de Copas), com a ajuda de Peter White que atua como o primeiro-ministro, e Ace (o Cavaleiro de Copas), o espadachim mais habilidoso do País das Maravilhas, que tem um terrível senso de direção; a Mansão Hatter, o lugar residente da Máfia do País das Maravilhas, Os Hatters que são liderados por Blood Dupre (O Chapeleiro Maluco), com a ajuda de seu segundo comandante Elliot March (a Lebre de Março) e os porteiros, Tweedledee e Tweedledum (Tweedle Dee e Tweedle Dum); e o Parque de Diversões, dirigido pelo marquês Mary Gowland (o Duque) com ajuda do gato punkish, Boris Airay (o gato de Cheshire). Todos os três territórios estão em guerra uns com os outros, há somente uma área neutra, que é a Torre de Relógio Plaza, localizada no centro do País dos Corações. Alice vai até a Torre e acaba morando lá, e ajudando Julius Monrey, cujo trabalho é reparar relógios, que funcionam como os corações dos habitantes do País das Maravilhas. Em consequência, Julius acaba sendo considerado o agente funerário do País das Maravilhas, mesmo ele dando vida aos novos moradores, quando os relógios são arranjados. Outros personagens que também aparecem na série são o doentio Nightmare Gottschalk (a Lagarta), um demónio que é a personificação dos pesadelos e também é governante do país vizinho País do Trevo.

## Mídia

### Visual novels
Heart no Kuni no Alice: Wonderful Wonder World é uma franquia japonesa de jogos eletrónicos de visual novel, romance e aventura, destinados às meninas, desenvolvidos pela companhia QuinRose, que foi lançado em 14 de fevereiro de 2007, para PC da Microsoft Windows.[carece de fontes?] O jogo é uma reinvenção da obra clássica Alice no País das Maravilhas de Lewis Carroll. A companhia Prototype portou o jogo para a plataforma PlayStation 2 (PS2) em 18 de setembro de 2008, e para PlayStation Portable (PSP) em 30 de julho de 2009.[carece de fontes?] A versão em inglês do jogo, sob o título de Alice in the Heart: Wonderful Wonder World, foi lançada para as plataformas iOS e Android, com a tradução feita por Artmove.
QuinRose lançou a sequência de Heart no Kuni no Alice, intitulada Clover no Kuni no Alice: Wonderful Wonder World para a plataforma Windows-PC, em 25 de dezembro de 2007. Prototype portou o jogo para a plataforma PS2 em 15 de abril de 2010 e para a plataforma PSP em 31 de março de 2011. É o primeiro jogo que Alice não se apaixona por alguém, mantendo apenas as amizades com os principais personagens. Ela permanece no País das Maravilhas, em resultado dos movimentos e da ambientação do País dos Corações ao País do Trevo. Clover no Kuni no Alice substituiu Julius Monrey e Mary Gowland com Pierce Villiers, a representação do Arganaz, e de Gray Ringmarc, o braço direito de Nightmare, que trabalha mais na capacidade de uma babá para seu mestre.  Heart e Clover foram acompanhados por um terceiro jogo, o fan-disc Joker no Kuni no Alice: Wonderful Wonder World desenvolvido por QuinRose e lançado para Windows-PC, em 31 de outubro de 2009. Joker no Kuni no Alice foi uma história de lado para os dois primeiros jogos e reintroduziu Julius Monrey e Mary Gowland.
Em março de 2010, Anniversary no Kuni no Alice: Wonderful Wonder World (アニバーサリーの国のアリス ~Wonderful Wonder World~) foi lançado para Windows como um remake de Heart no Kuni no Alice, apresentados novas rotas e personagens redesenhadas em computação gráfica. A versão para PSP foi lançada em julho de 2011. O jogo foi seguido por Omochabako no Kuni no Alice: Wonderful Wonder World (おもちゃ箱の国のアリス ~Wonderful Wonder World~), outro fan disc foi lançado para PSP em dezembro de 2011, que envolve 26 diferentes arcos de história. Diamond no Kuni no Alice: Wonderful Wonder World (ダイヤの国のアリス ～Wonderful Wonder World～) foi lançado em 20 de dezembro de 2012 para PSP, como a continuação de Clover no Kuni no Alice e introduziu novos personagens e uma nova região no País das Maravilhas. A continuação de Diamond intitulada Diamond no Kuni no Alice: Wonderful Mirror World (ダイヤの国のアリス ～Wonderful Mirror World～) foi lançada para PSP, em 25 de julho de 2013. Em 29 de maio de 2014, foi lançada a continuação de Heart no Kuni no Alice e também seu fan disc, intitulado Heart no Kuni no Alice: Wonderful Twin World.

### Mangá
A adaptação do mangá foi ilustrada por Soumei Hoshino e publicada na revista Monthly Comic Avarus pela editora Mag Garden, entre outubro de 2007 e outubro de 2010. Os seis volumes encadernados foram publicados pela Mag Garden entre 10 de julho de 2008 e 15 de dezembro de 2010. O mangá foi licenciado na América do Norte pela Tokyopop, que havia publicado cinco volumes antes da licença ter expirado. Na convenção de anime New York Anime Festival de 2011, a empresa Yen Press anunciou que iria republicar o mangá. Alice in the Country of Hearts também foi licenciado na República da China pela editora Tong Li Publishing, na Itália o mangá foi publicado pela editora GP Publishing sob o título de Alice in Heartland e na Polónia pela editora Studio JG. No Brasil, os direitos da publicação do mangá foi adquirido pela editora NewPOP Editora, intitulado Alice no País dos Corações - Alice in the Country of Hearts: Wonderful Wonder World.
O segundo mangá intitulado Joker no Kuni no Alice: Circus to Usotsuki Game foi ilustrado por Mamenosuke Fujimaru e publicado entre junho de 2011, na revista Comic Zero Sum pela editora Ichijinsha. Uma releitura alternativa da história intitulada Alice in the Country of Hearts: My Fanatic Rabbit (ハートの国のアリス ―My Fanatic Rabbit―), foi escrita por Owl Shinotsuki, ilustrada por Delico Psyche e publicada entre 2010 e 2011 na revista Monthly Comic Avarus. Os dois volumes foram lançados no Japão: o primeiro em 15 de dezembro de 2010 e o segundo em 12 de agosto de 2011. A editora norte-americana Yen Press também publicou My Fanatic Rabbit na América do Norte.

### Novels
A Kodansha publicou nove novels, escritos por Yukiko Uozumi, entre fevereiro de 2008 e março de 2011. Os três primeiros livros foram baseados no jogo original Heart no Kuni no Alice, os três seguintes foram baseados no jogo Clover no Kuni no Alice e os três últimos foram baseados no jogo Joker no Kuni no Alice. A editora japonesa Ichijinsha publicou os seis light novels escritos por três diferentes autores, mas todos ilustrados por Nana Fumizuki. O primeiro novel baseado no jogo original Heart no Kuni no Alice, foi escrito por Momoko Komaki e publicado em julho de 2008. Os dois novels foram escritos por Midori Tateyama: a primeira foi baseada em Heart no Kuni no Alice e lançada em dezembro de 2008 e a segunda foi baseada em Clover no Kuni no Alice e publicada em junho de 2009. As três novels foram escritas por Sana Shirakawa: duas foram baseadas em Clover no Kuni no Alice e lançadas em fevereiro e março de 2010 e a terceira foi baseada em Joker no Kuni no Alice e publicada em dezembro de 2010.

### Anime
A adaptação do anime feita em OVA, anteriormente tinha sido anunciada que seria lançada em novembro de 2008, mas a QuinRose anunciou em seu blog que a produção tinha sido adiada até novo aviso. A adaptação cinematográfica do anime, intitulada Alice in the Country of Hearts: Wonderful Wonder World estreou nos cinemas japoneses em 30 de julho de 2011. O filme foi produzido pelo estúdio de anime Asahi Production e dirigido por Hideaki Ōba.